# Impasse des Peintres
L'impasse des Peintres est une voie du 2e arrondissement de Paris, en France.

## Situation et accès
L'impasse des Peintres est une petite voie de moins de 50 m de long et de seulement 2 m de large, ouverte entre les 112 et 114, rue Saint-Denis, près de l'intersection de celle-ci avec la rue de Turbigo.
Elle s'avance entre des immeubles de quatre à cinq étages sur plus de la moitié de l'îlot, avant de se terminer en impasse.

## Origine du nom
On ne sait pas si son nom actuel proviendrait d'une maison du XIVe siècle appartenant à la famille de Gilles le Peintre, ou à Guyon Ledoux, maitre-peintre en 1542.

## Historique
L'impasse des Peintres est antérieure au XIVe siècle. Il s'agit à l'origine d'une ruelle tracée sur l'extérieur de l'enceinte de Philippe Auguste, au niveau de la première porte Saint-Denis.
La voie porte de nombreux noms au fil du temps : « rue de l'Arbalète », « ruelle Sans-Chef », « ruelle des Étuves », « ruelle de l'Âne-Rayé » ou « rue de l'Asne-Rayé » et « cul-de-sac de la Porte-aux-Peintres ».
Au XIVe siècle, c'était une ruelle étroite nommée « rue de l'Arbalète » à l'enseigne d'une maison dans laquelle se trouvait deux jeux de paume, le long des anciens murs. En 1303, cette auberge appartenait aux enfants de Gilles le Peintre.
En 1365, elle s’appela ensuite « ruelle Sans Chef », dite « ruelle des Étuves » comme l'indique une adjudication, au Châtelet, d'une maison tenant à la place des Étuves et à la maison de l'Asne-Rayé. Elle est donnée à bail le 5 janvier 1368 et, dans l'acte, elle est dite sise « ruelle des Étuves ».
Elle prit ensuite le nom de « ruelle de l'Asne-Rayé » à cause de l'hôtellerie qui s'y trouvait. Elle portait encore ce nom en 1542.
Par un arrêté du 11 décembre 1542, Guyon le Doux, maitre-peintre, fait bâtir une maison avec une tournelle en saillie au coin de cette ruelle, du côté de la rue Saint-Denis, elle s'appelle alors « cul-de-sac de la Porte aux Peintres ».

## Pour approfondir